# Makonde-Plateau
Das Makonde-Plateau ist ein Mittelgebirge in der Region Mtwara in Südost-Tansania.

## Geographie
Das Plateau umfasst ein beinahe rechteckiges Gebiet von Westsüdwest – Ostnordost-Erstreckung und einer Größe von etwa 100 × 80 km. Es liegt zwischen den Flüssen Lukuledi und Rovuma. Im Westen bildet es einen Steilabfall, dort erreicht es seine größten Höhen von etwa 900 m. Nach Osten flacht es zur Küste hin auf weniger als 100 m ab und ist dort durch Flusserosion stärker zerschnitten. Ursprünglich war es wahrscheinlich von dichtem Wald bestanden, der heute jedoch bis auf einzelne Waldinseln und isolierte Bäume verschwunden ist.

## Geologie
Die Gesteine, die es aufbauen, stammen überwiegend aus der Unterkreide. Diese so genannten Makonde-Schichten bestehen wie beim Muera-Plateau überwiegend aus roten bis rotbraunen Sandsteinen (Newala-Sandstein, Aptium), die im Bereich des Makonde-Plateus auf Gneisen liegen. Die Sandstein sind stark verkieselt. Eingeschaltet in die Sandsteine sind tonige Letten, Mergel und blättrige Tonsteine. Nördlich des Makonde-Plateaus liegen jenseits des Lukuledi die Dinosaurier-Fundstätten von Tendaguru, die dort das Liegende des Newala-Sandsteins bilden und dem Übergang Jura – Kreide entstammen.

## Bevölkerung
Das Makonde-Plateau ist das nördliche Siedlungsgebiet des Bantuvolkes Makonde, das auch südlich des Rovuma-Flusses in Mosambik beheimatet ist. Angebaut werden unter anderem Cashewnüsse, deren Anbau infolge des Einsatzes von Schwefel zur Bekämpfung von Mehltau zu einer Bodenversauerung führt. Die Sandsteine des Plateaus sind zumeist tiefgründig verwittert und ergeben entsprechend sandige Böden, die im Gegensatz zu den tiefer liegenden Gebieten rund um das Plateau kaum Pufferkapazitäten aufweisen.